# Austvågøy

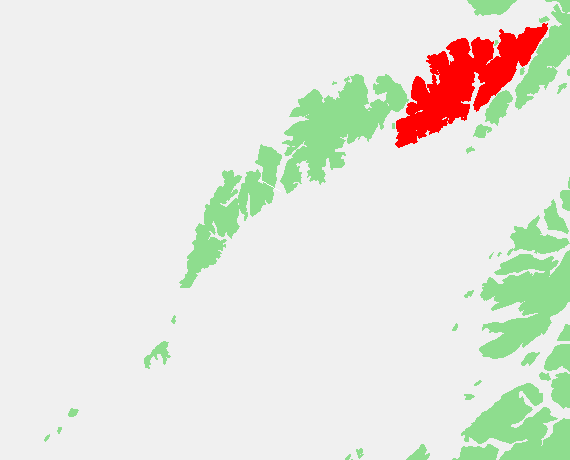
Localización de Austvågøy.

Austvågøy (también conocida como Austvågøya) es una isla de Noruega, la más al nordeste de las islas más grandes del archipiélago de Lofoten, perteneciente al condado de Nordland. La isla ocupa una superficie de 526.7 km² y se extiende más de 40 km en dirección este-oeste y 30 km norte-sur. Austvågøy es fundamentalmente un macizo montañoso. El monte más alto de Lofoten es Higravstind (1145 m), localizado en la parte oriental de la isla. Svartsundtindan (1050 m), Trolltindan (1045 m) y Olsanestind (1000 m) también están en esta parte oriental, mientras que el famoso Vågakallen (942 m) se encuentra al sur.
La principal ciudad de la isla es Svolvær.

Austvågøy
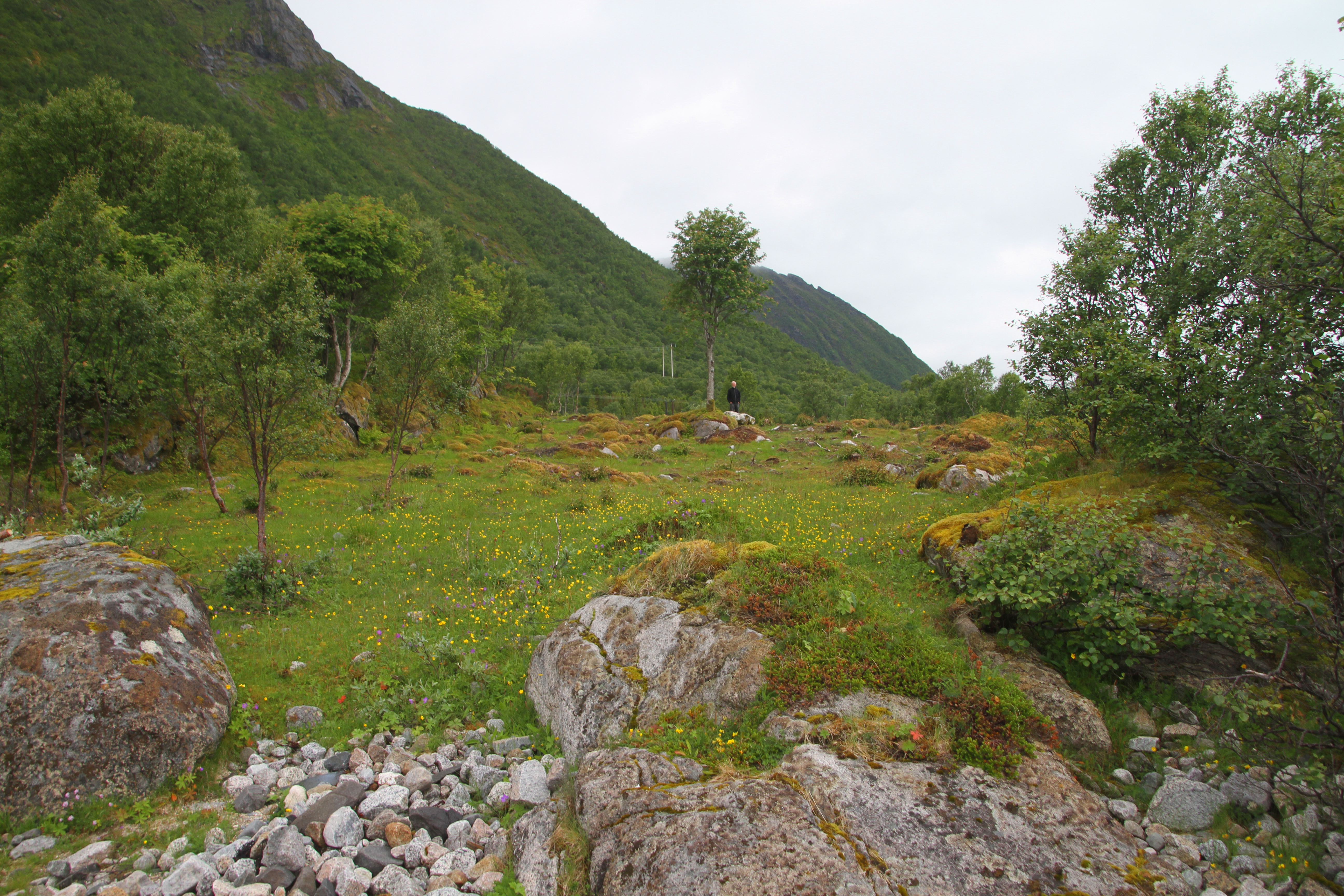
Austvågøya
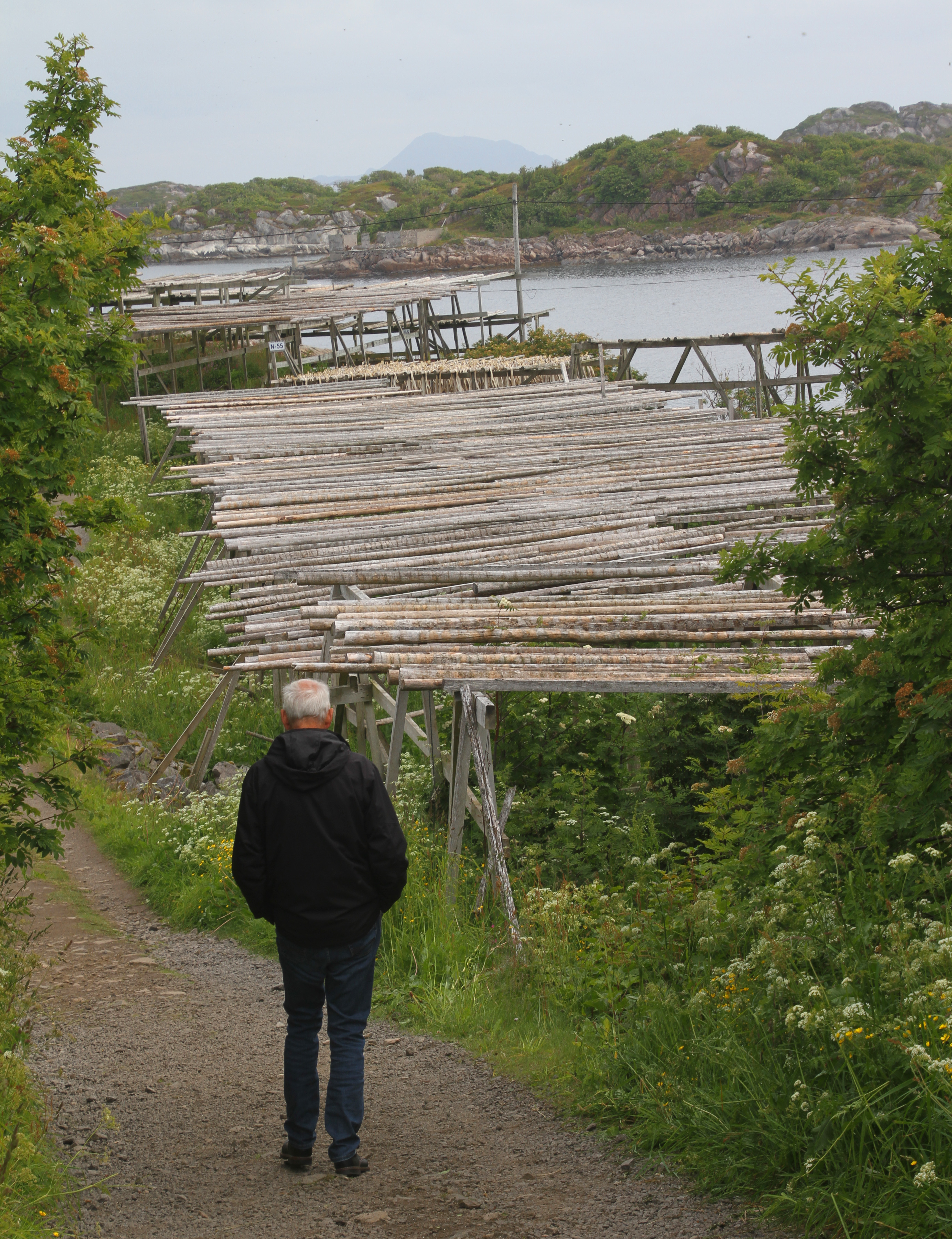
Henningsvær
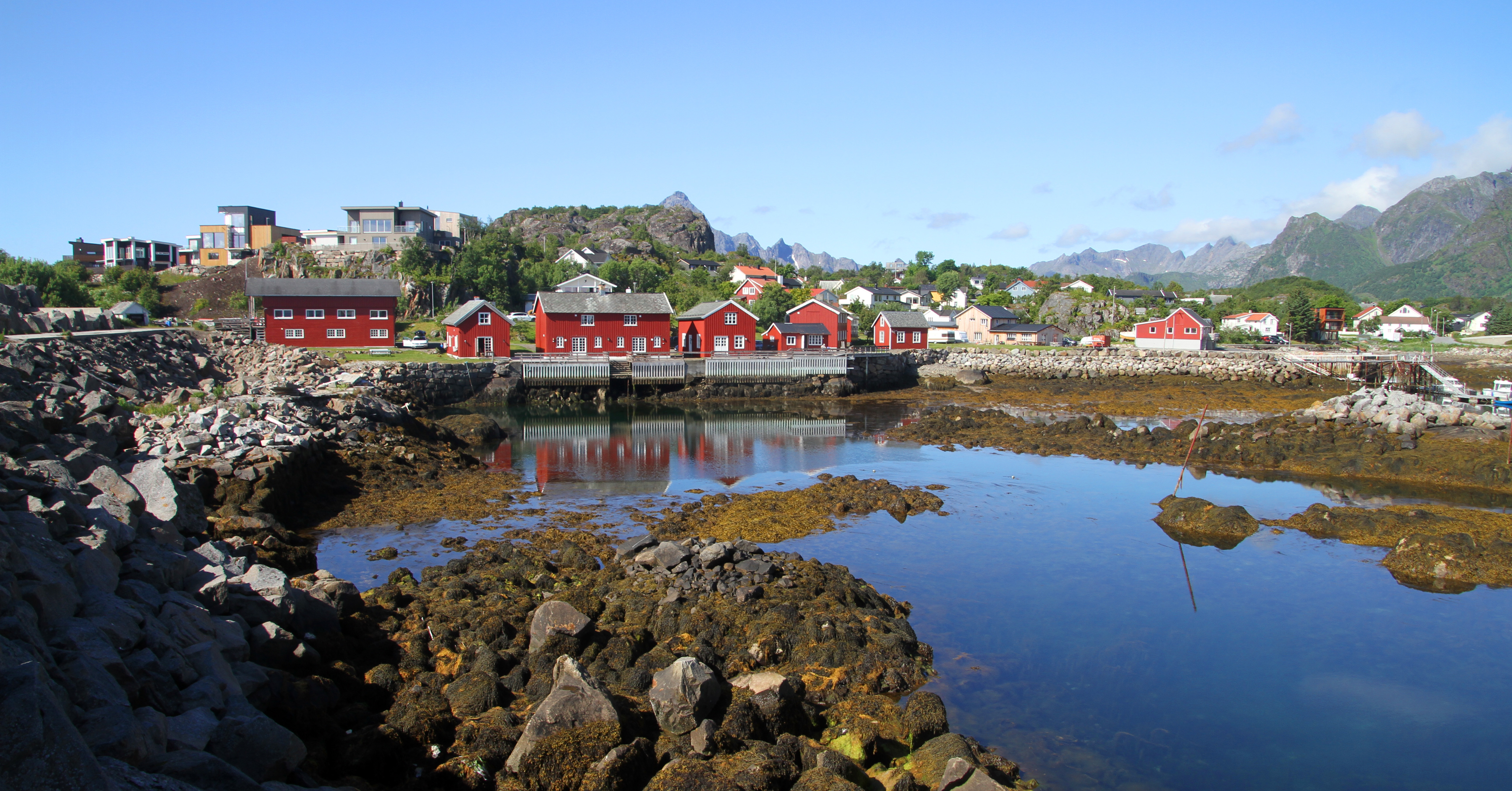
Kabelvåg
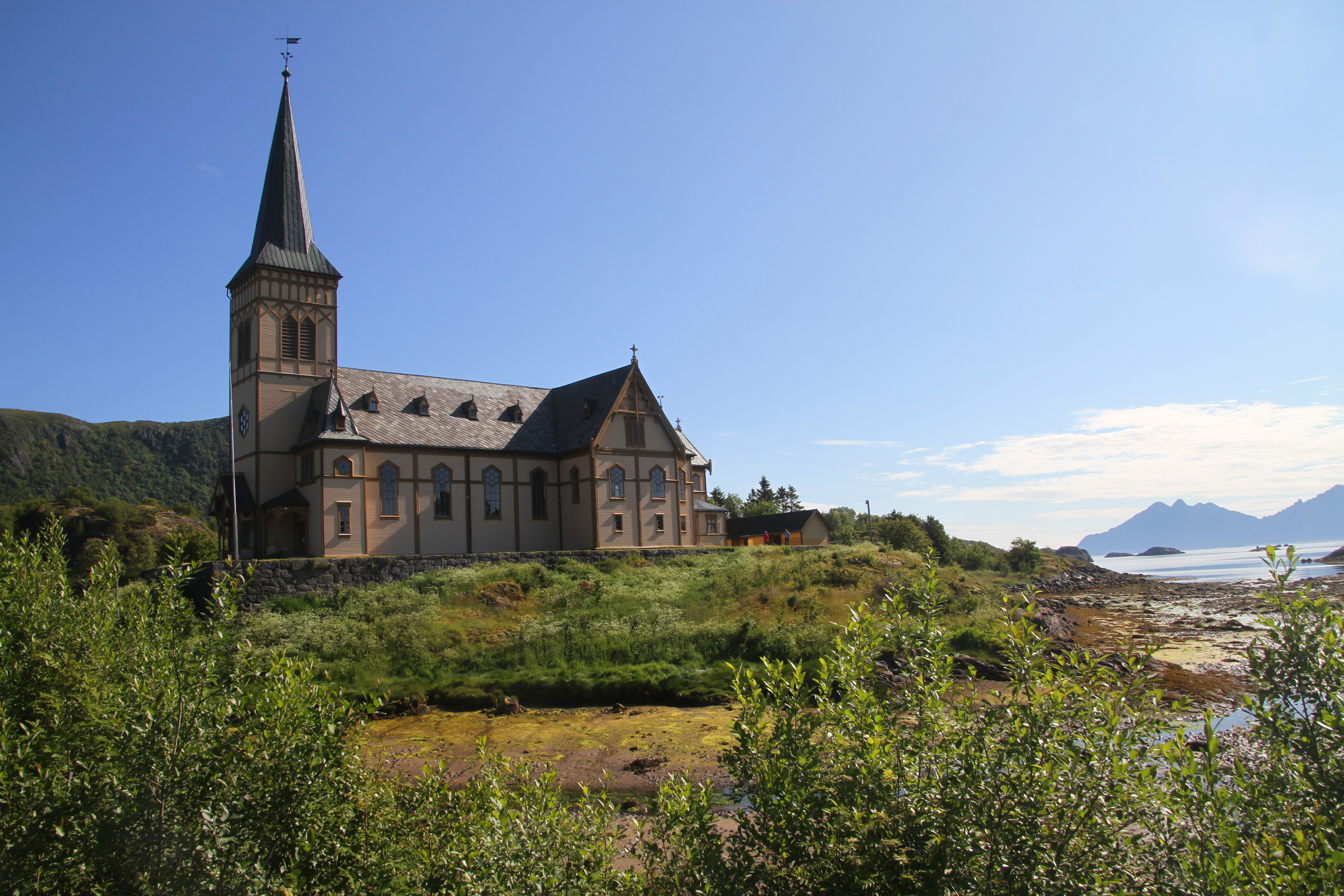
Kabelvåg kirke
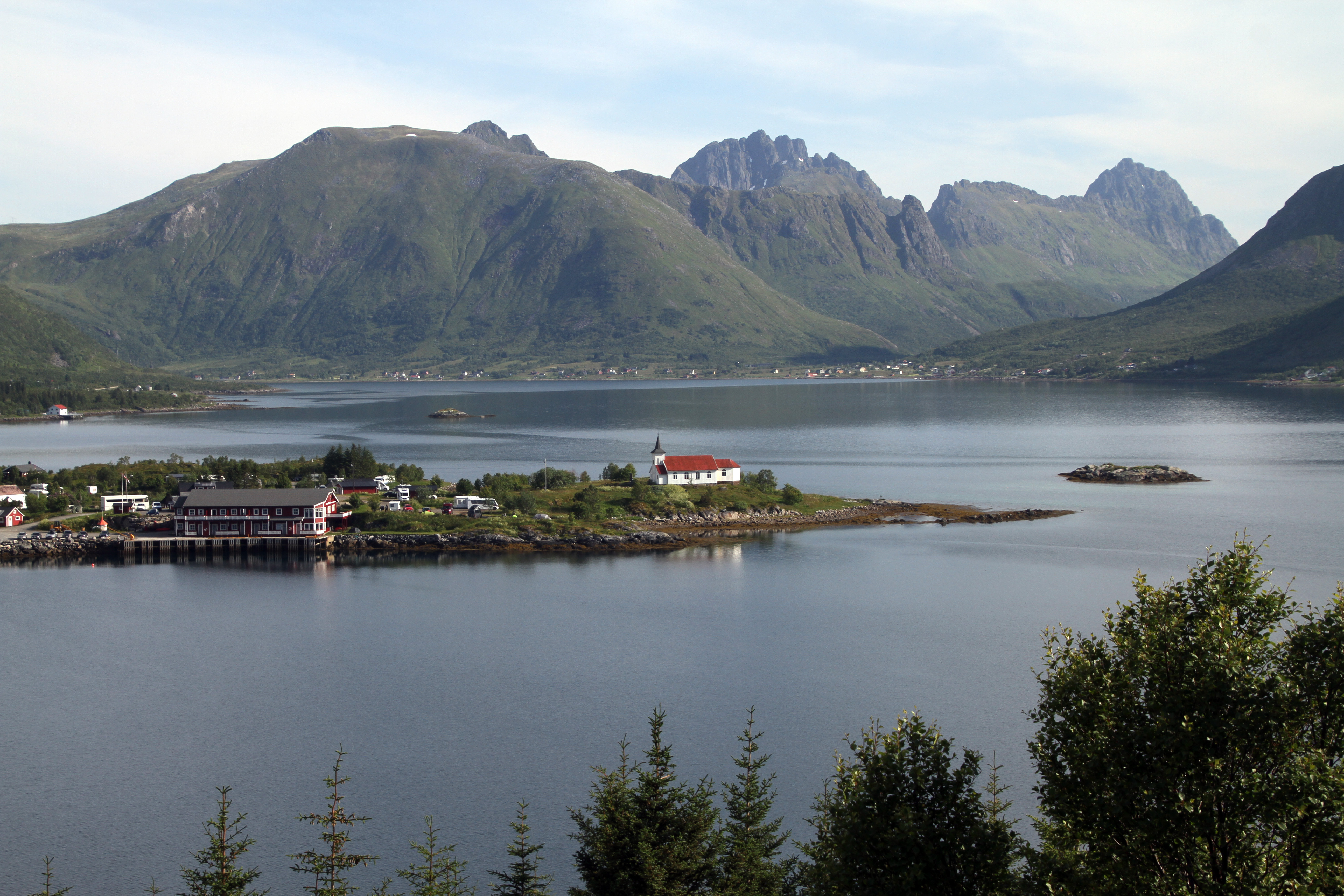
Sildpollnes
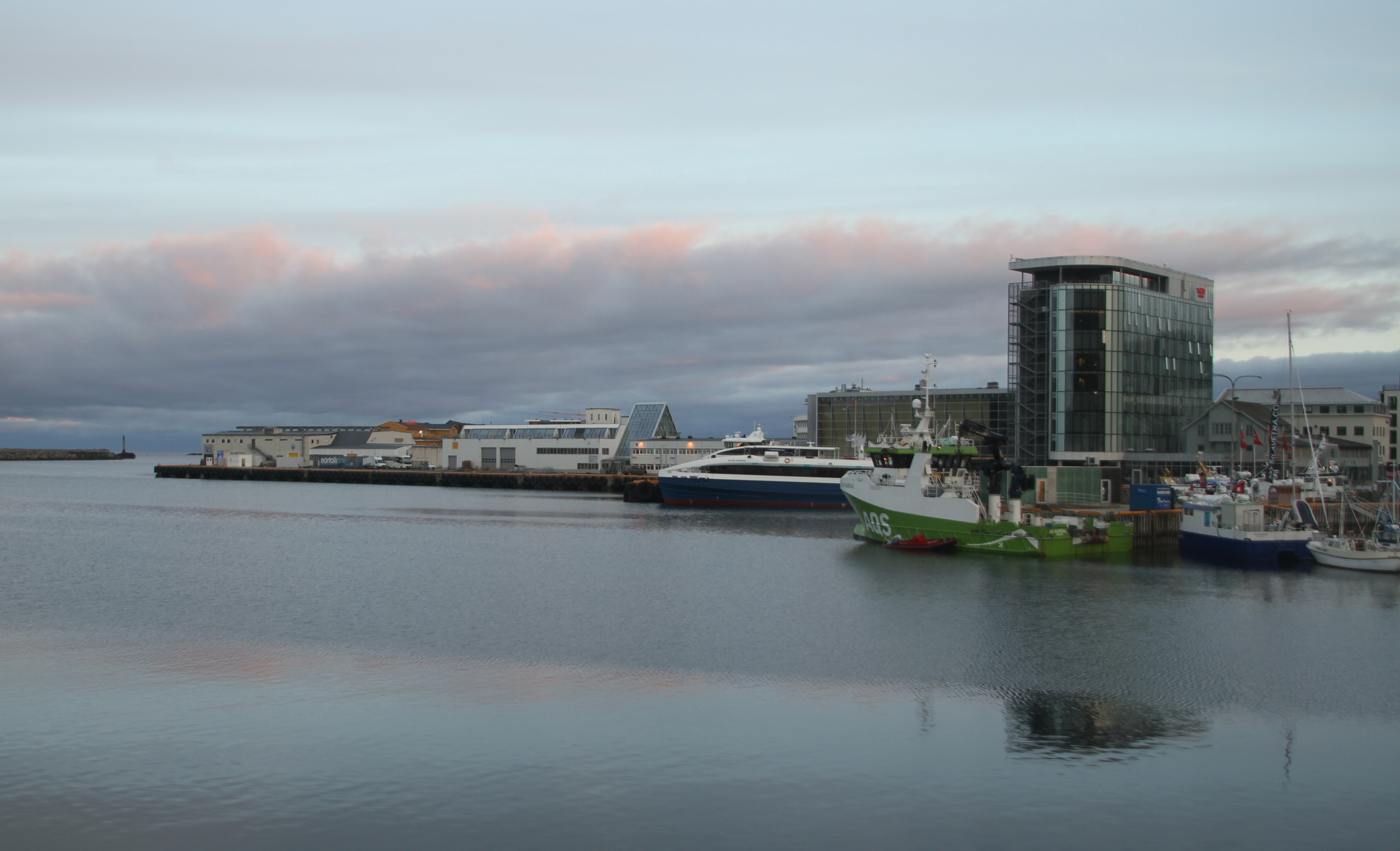
Svolvær
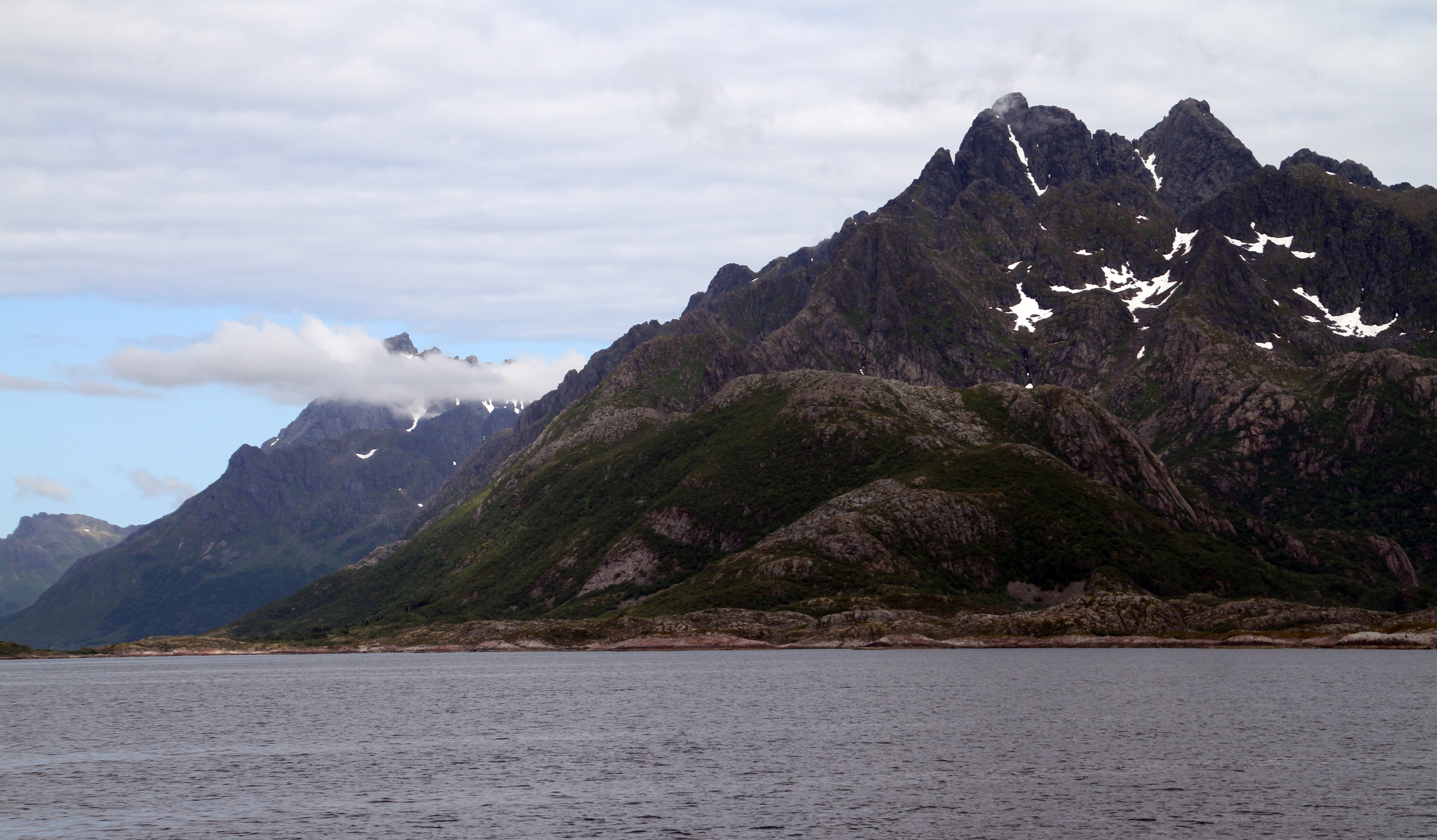
Raftsund
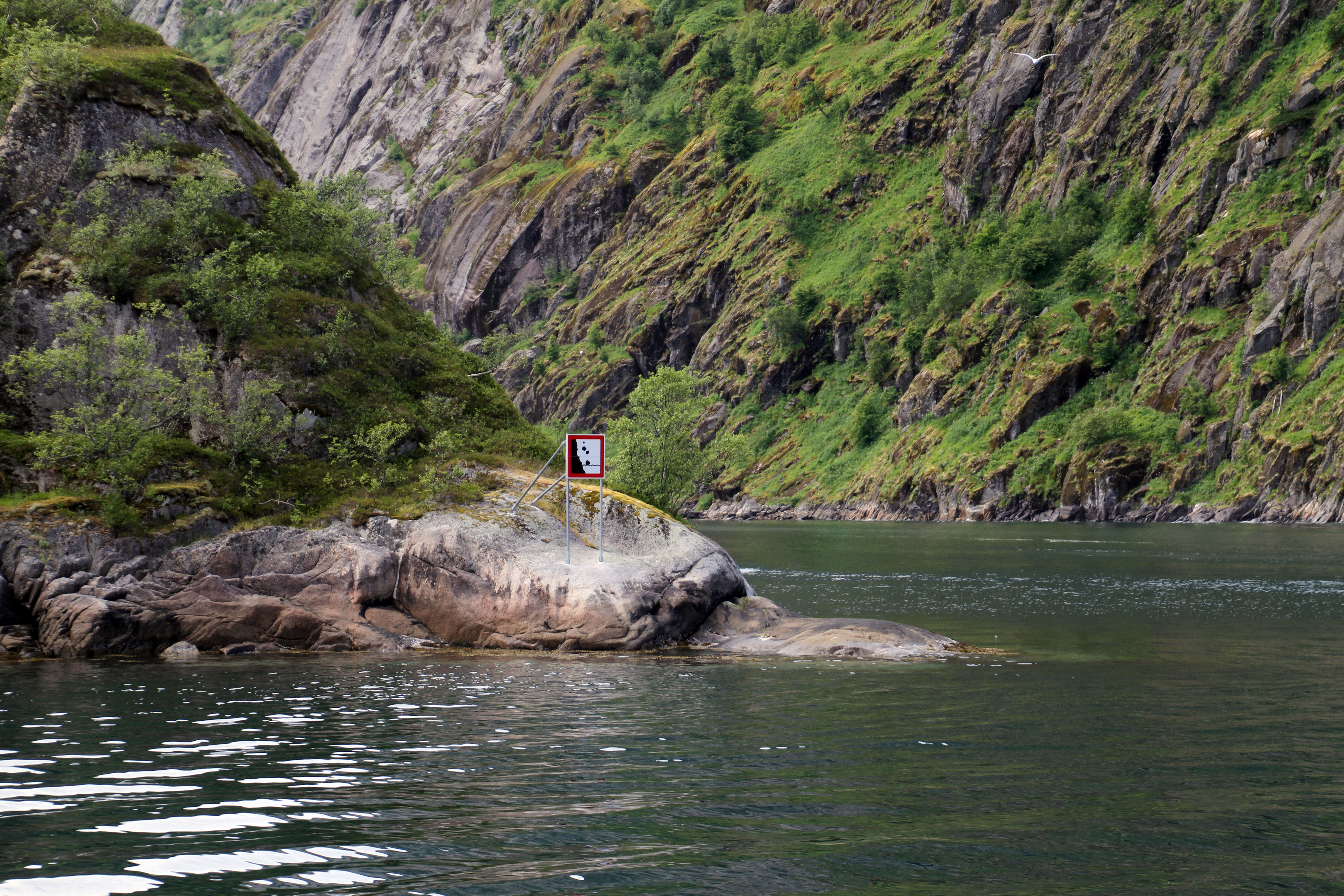
Trollfjord

- Datos: Q784020
- Multimedia: Austvågøy / Q784020